# Сухринское
Сухринское — село в Шадринском районе Курганской области. Административный центр Сухринского сельсовета.

## История
До 1917 года центр Сухринской волости Шадринского уезда Пермской губернии. По данным на 1926 год состояло из 330 хозяйств. В административном отношении являлось центром Сухринского сельсовета Шадринского района Шадринского округа Уральской области.

## Население
| 1989 | 2002 | 2010 |
| ---- | ---- | ---- |
| 638  | ↗693 | ↘613 |

По данным переписи 1926 года в селе проживало 1449 человек (677 мужчин и 772 женщины), в том числе: русские составляли 100 % населения.
Согласно результатам Всероссийской переписи населения 2002 года, в национальной структуре населения русские составляли 93 %.